# Équipe de Macédoine du Nord masculine de basket-ball
Cet article traite de l'équipe masculine. Pour l'équipe féminine, voir Équipe de Macédoine du Nord féminine de basket-ball.
Pour les articles homonymes, voir Équipe de Macédoine du Nord.
Maillots
Actualités
L'équipe de Macédoine du Nord est la sélection de joueurs macédoniens représentant les couleurs de la Fédération de Macédoine du Nord de basket-ball lors des compétitions internationales.
La Macédoine du Nord dispute sa première grande compétition internationale lors de l'Euro 1999. Auparavant, et avant l'éclatement de l'ex-Yougoslavie, les joueurs macédoniens portaient les couleurs de la Yougoslavie.

## Histoire
Lors du championnat d'Europe 2011, la Macédoine, dont le meneur est Bo McCalebb, naturalisé depuis peu, se qualifie pour les quarts de finale. Puis, les joueurs macédoniens réalisent un exploit en éliminant la Lituanie qui évolue à domicile et figure parmi les grands favoris après la sélection espagnole. Celle-ci, avec un Juan Carlos Navarro auteur de 35 points, élimine la Macédoine en demi-finale sur le score de 92 à 80. Lors du match pour la troisième place, la Macédoine s'incline face à la Russie.

## Parcours aux Jeux olympiques
- 1992 : Non qualifiée
- 1996 : Non qualifiée
- 2000 : Non qualifiée
- 2004 : Non qualifiée
- 2008 : Non qualifiée
- 2012 : Non qualifiée
- 2016 : Non qualifiée
- 2020 : Non qualifiée
- 2024 : –

## Parcours aux Championnats du Monde
- 1994 : Non qualifiée
- 1998 : Non qualifiée
- 2002 : Non qualifiée
- 2006 : Non qualifiée
- 2010 : Non qualifiée
- 2014 : Non qualifiée
- 2019 : Non qualifiée
- 2023 : Non qualifiée

## Parcours aux Championnats d'Europe
- 1993 : Non qualifiée
- 1995 : Non qualifiée
- 1997 : Non qualifiée
- 1999 : 13e
- 2001 : Non qualifiée
- 2003 : Non qualifiée
- 2005 : Non qualifiée
- 2007 : Non qualifiée
- 2009 : 9e
- 2011 : 4e
- 2013 : 21e
- 2015 : 17e
- 2017 : Non qualifiée
- 2022 : Non qualifiée

## Effectif actuel
Effectif lors des Éliminatoires de la Coupe du Monde de basket-ball 2023.
| Numéro | Joueur             | Poste | Naissance         | Taille | Club 2021-2022        |
| ------ | ------------------ | ----- | ----------------- | ------ | --------------------- |
| 0      | Bojan Krstevski    | C     | 4 juin 1989       | 2,06 m | KK MZT Skopje         |
| 1      | Andrej Mitrevski   | G     | 17 septembre 2003 | 1,90 m | KK Feniks 2010 Skopje |
| 5      | Kristijan Nikolov  | PG    | 5 octobre 1996    | 1,87 m | KK MZT Skopje         |
| 8      | Vojdan Stojanovski | SG    | 9 décembre 1987   | 1,94 m | KK MZT Skopje         |
| 9      | Maksim Mitevski    | SG    | 18 février 2000   | 1,93 m | KK MZT Skopje II      |
| 14     | Pavel Danailovski  | PG    | 11 octobre 2002   | 1,78 m | KK Rabotnički Skopje  |
| 15     | Teodor Simić       | C     | 4 février 2004    | 2,10 m | FC Barcelone U18      |
| 20     | Damjan Robev       | SG    | 10 avril 1997     | 1,95 m | KK MZT Skopje         |
| 22     | Andrej Maslinko    | PF/C  | 20 mai 1997       | 2,08 m | KK TFT Skopje         |
| 23     | Valjmir Kakruki    | C     | 20 septembre 2000 | 2,02 m | KK Vardar Skopje      |
| 24     | Jacob Wiley        | C     | 4 septembre 1994  | 2,03 m | Real Betis            |
| 25     | Viktor Efremovski  | SF    | 21 octobre 1998   | 1,94 m | KK Gostivar           |

Sélectionneur :  Dragan Bajić
Assistants :  Aleksandar Jonchevski,  Admir Prasović

## Joueurs célèbres

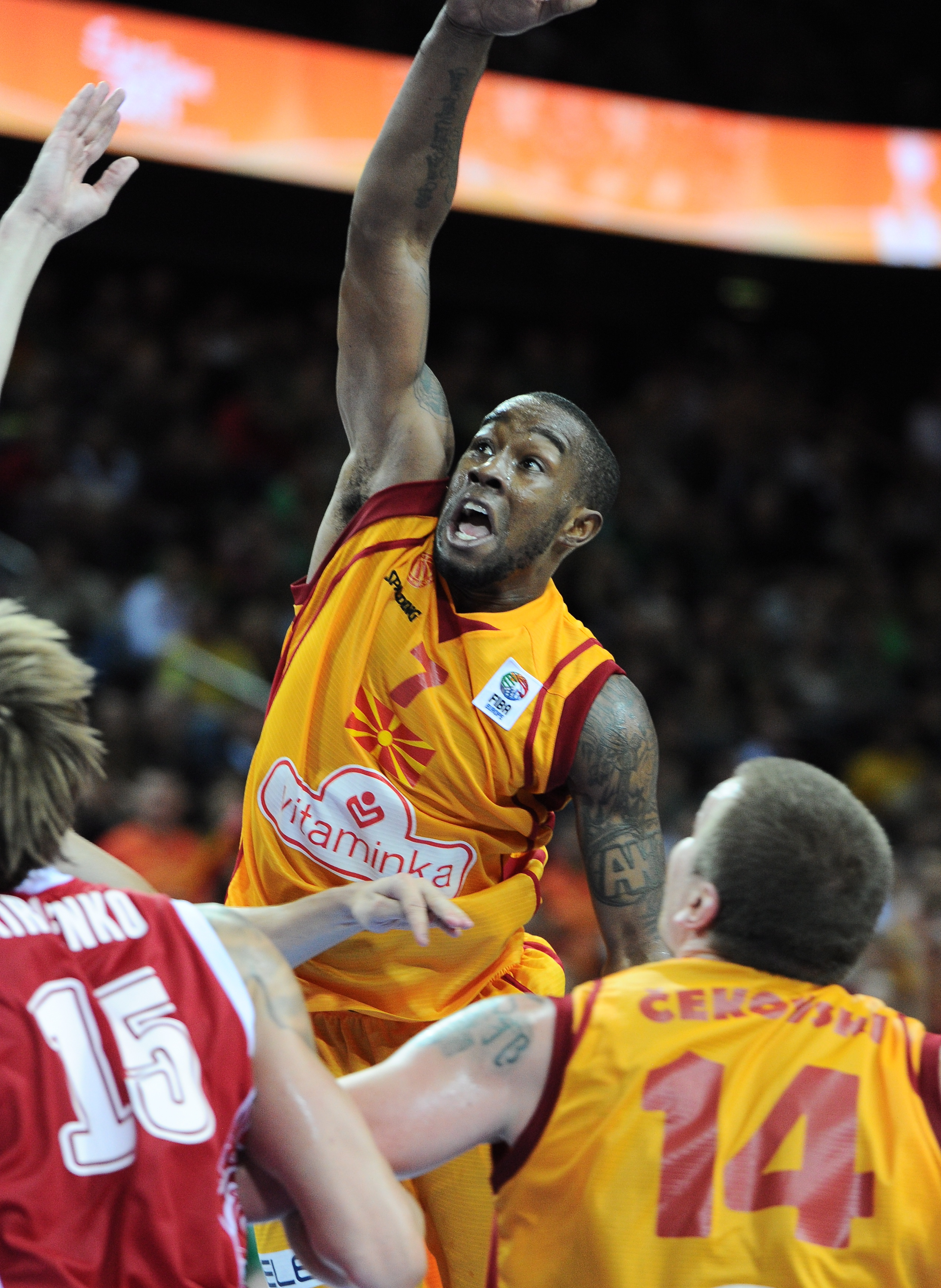
Bo McCalebb sous le maillot de l'équipe nationale à l'Eurobasket 2011.

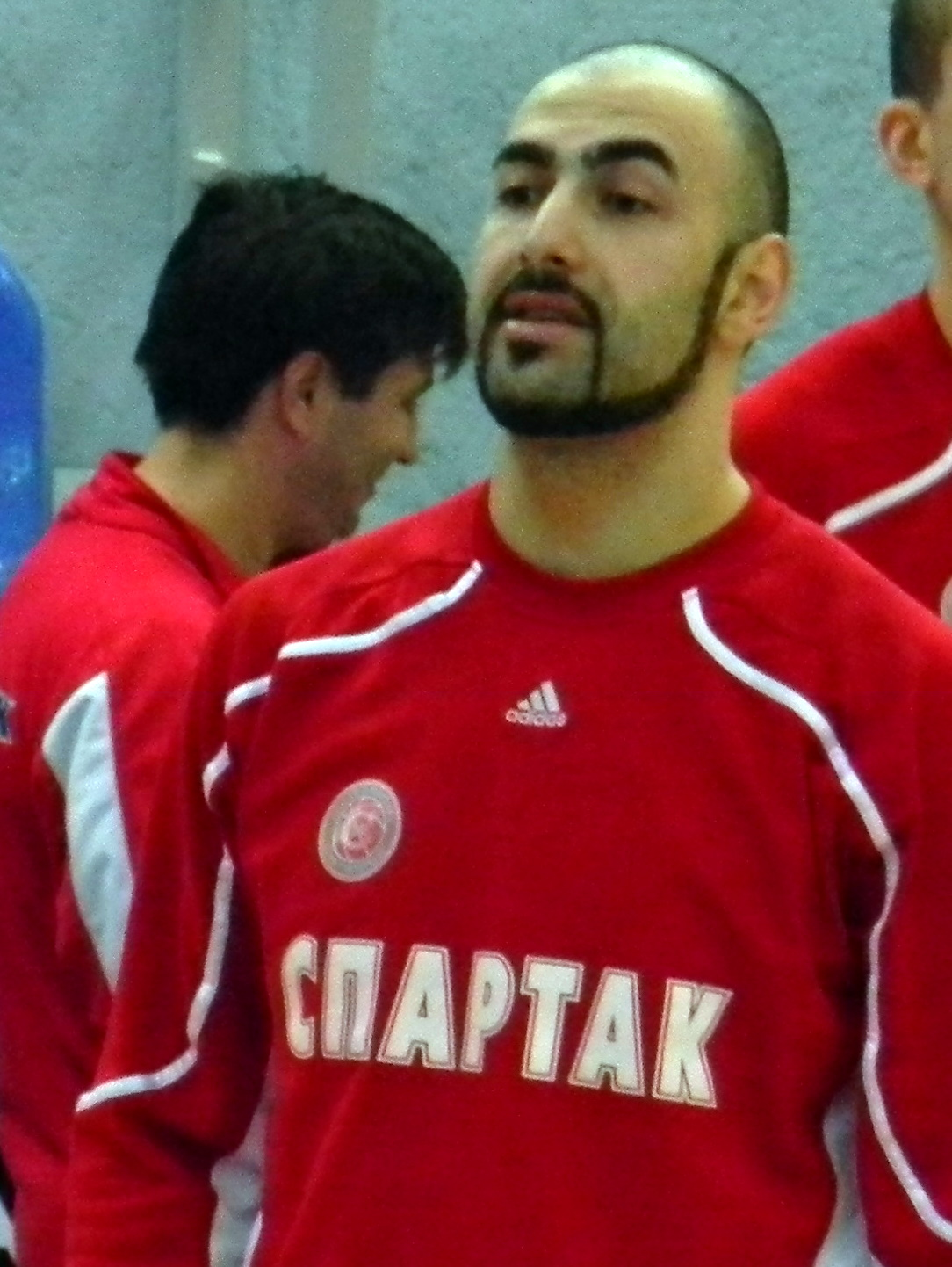
Pero Antić

- Petar Naumoski
- Vrbica Stefanov
- Vlado Ilievski
- Bo McCalebb
- Pero Antić

## Sélectionneurs  successifs
- Jovica Arsić
- Marin Dokuzovski (2000-2001, 2010-2012)